# Georg Wilhelm Petersen
Georg Wilhelm Petersen (* 15. Dezember 1744 in Zweibrücken; † 14. Dezember 1816) war ein deutscher evangelischer Theologe.

## Leben
Der Sohn des Zweibrückener Oberkonsistorialrates und Superintendenten Georg Petersen (1708–1783) und dessen Frau Euphrosyne Regine, Tochter des Konsistorialrates und Ansbacher Stadtpfarrers Johann Wilhelm von der Lith, besuchte die Lateinschule in Bad Bergzabern und ab März 1760 das Zweibrückener Gymnasium. Dort erlernte er neben der griechischen, der lateinischen und der hebräischen Sprache Logik, Metaphysik und Mathematik. So vorgebildet, studierte er ab April 1763 an der Universität Tübingen Theologie.
Das Studium schloss Petersen im September 1767 ab, als er den Magistergrad der Philosophie erhielt. Monate danach ging er zurück nach Bergzabern und befasste sich weiter mit Exegese und Kirchengeschichte. Ab März 1768 studierte er weiter an der Universität Göttingen, wo er neben Exegese des Alten Testaments, Dogmatik, Moral, Symbolik und neuer Kirchengeschichte auch die älteren und neueren Sprachen erlernte.
1769 kehrte Petersen erneut zurück nach Zweibrücken, wo er zunächst seine Geschwister unterrichtete und das Predigen übte. Im Mai des nächsten Jahres wurde er Lehrer der Prinzen Christian von Hessen-Darmstadt und Friedrich von Hessen-Darmstadt.
Mit den Prinzen reiste Petersen im Jahre 1774 nach Straßburg. Im nächsten Jahr wurde er in Darmstadt zum Hofdiakon ernannt. 1787 stieg er zum zweiten Hofprediger, Assessor des Konsistoriums, Definitor und zum Religionslehrer von Georg von Hessen-Darmstadt und Louise von Hessen-Darmstadt.
1790 wurde Petersen zum Konsistorialrat ernannt. Ab 1803 war er außerdem Kirchenrat und fungierte drei Jahre später auch als Superintendent.
Einen Tag vor seinem 72. Geburtstag verstarb Petersen 1816.

## Wirken
Petersen hatte Predigtsammlungen verfasst, durch die er als theologischer Schriftsteller bekannt wurde. In diesen Sammlungen berücksichtigte er besonders die Religionsausbildung von adligen Leuten. Daneben übersetzte er Predigten aus dem Englischen und schrieb Rezensionen für gelehrte Zeitschriften.

## Werke
- Die wahre Gottesverehrung; eine Predigt über Joh. 1, 27 (Frankfurt am Main 1770)
- Sammlung einiger Predigten, in der Hofcapelle zu Darmstadt gehalten (zwei Teile, Halle 1780–1784)
- Predigten für unser Jahrzehend (Halle 1785)
- Sammlung einiger Predigten, vornehmlich in Rücksicht auf Hofleute und Diener des Staats (Leipzig 1787)